# Thulendorf
Thulendorf è un comune del Meclemburgo-Pomerania Anteriore, in Germania.
Appartiene al circondario (Kreis) di Rostock ed è parte della comunità amministrativa (Amt) del Carbäk.

## Geografia antropica

### Suddivisioni amministrative
Il territorio comunale comprende 6 centri abitati (Ortsteil):
- Hohenfelde
- Klein Lüsewitz
- Neu Fienstorf
- Neu Thulendorf
- Sagerheide
- Thulendorf